# Lenguas mónicas
Las lenguas mónicas o mon es una rama de las lenguas mon-jemer (familia austroasiática) que derivan del antiguo mon, la lengua usada en el reino de Dvaravati que ocupó lo que actualmente es el centro de Tailandia. Los nyahkur provienen directamente de poblaciones de ese reino, mientras que los mon son descendientes de los que migraron a Pegu después del siglo XI cuando se produjo la conquista de Dvaravati por los jemeres.

## Clasificación
Sidwell (2009:114) propone la siguiente clasificación cladística para las variedades mon, que sintetiza las antiguas clasificaciones de Therapan L-Thongkum (1984) y Diffloth (1984):
- Antiguo Mon/ Proto-Monic
  - Nyah Kur
    - Septentrional
    - Central
    - Meridional

  - Mon medio
    - Mon literario
    - Mon Ro: el dialecto más septentrional, hablado en la región de Pegu-Paung-Zingyaik.
      - Mon Ro occidental: Hablado desde el norte de Martaban hasta Thaton.
      - Mon Ro oriental: Hablado en una pequeña región sobre el margen sur del río Gyaing.

    - Mon Rao: hablado en los alrededores de Moumein, extendiéndose varios centenars de kilómetros al sur hacia Tavoy.
      - Mon Rao septentrional
      - Mon de la región de Kamawet
      - Mon Rao meridional
      - Ye Mon Rao: Es la variedad mon más meridional.

    - Mon tai (tiene rasgos intermedios entre el mon ro y el mon rao)

## Comparación léxica
Los numerales comparados de diferentes lenguas mon son:
| GLOSA | Mon   | Nyah kur | PROTO- MON |
| ----- | ----- | -------- | ---------- |
| 1     | mùə   | mùəy     | *mùəy      |
| 2     | ɓa    | ɓaːr     | *ɓaːr      |
| 3     | pɒəʔ  | piːʔ     | *pɒiʔ      |
| 4     | pɔn   | pan      | *pon       |
| 5     | pəsɔn | čuːn     | *-čoːn     |
| 6     | pərao | traw     | *təraw     |
| 7     | həpɔh | mpɔh     | *-pɔh      |
| 8     | həcam | ɲcaːm    | *-caːm     |
| 9     | həcit | ɲciːt    | *-ciːt     |
| 10    | cɔh   | cas      | *cos       |